# Poliopogon
Poliopogon is een geslacht van sponsdieren uit de klasse van de Hexactinellida.

## Soorten
- Poliopogon amadou Thomson, 1878
- Poliopogon claviculus Tabachnick & Lévi, 2000
- Poliopogon maitai Tabachnick, 1988
- Poliopogon mendocino Reiswig, 1999
- Poliopogon micropentactinus Tabachnick & Lévi, 2000
- Poliopogon zonecus Tabachnick & Lévi, 2000